# Rudolf Morávek
Rudolf Morávek (23. července 1894 – ???) byl český a československý politik Československé strany národně socialistické a poválečný poslanec Ústavodárného Národního shromáždění.

## Biografie
Po parlamentních volbách v roce 1946 se stal poslancem Ústavodárného Národního shromáždění za národní socialisty. Mandát získal až dodatečně v dubnu 1948 jako náhradník poté, co rezignoval poslanec Petr Zenkl. Do parlamentu tak nastoupil až po komunistickém převratu v roce 1948, po němž byla národně socialistická strana ovládnuta prokomunistickou frakcí a přejmenována na Československou stranu socialistickou. V parlamentu zasedal jen krátce do voleb do Národního shromáždění roku 1948.